# Нигерёво
Нигерёво — деревня в Лихославльском районе Тверской области. Относится к Сосновицкому сельскому поселению. 

## География
Расположена в 15 км к северо-западу от районного центра Лихославль.

## История
В Списке населенных мест Тверской губернии 1859 года — удельная деревня Нигарево при р. Ольховце, 9 дворов, 93 жителя.
Во второй половине XIX — начале XX века деревня Нигирево относилась к Михайловогорскому приходу Дорской волости Новоторжского уезда, в 1884 году — 18 дворов, 112 жителей.
В 1940 году деревня в составе Михайло-Горского сельского Совета Лихославльского района Калининской области.
В 1997 году в деревне Нигерево Гуттского сельского округа постоянное население отсутствовало.

## Население
| 2008 | 2010 |
| ---- | ---- |
| 4    | ↘0   |

## Люди, связанные с деревней
В деревне Нигерёво Новоторжского уезда, в семье учительницы и деревенского кузнеца, родились Герои Советского Союза, брат и сестра Владимир Фёдорович (1921—1979) и Тамара Фёдоровна (1919—1999) Константиновы.